# چا مین جی
چا مین جی (کره‌ای: 차민지؛ زادهٔ ۲۹ آوریل ۱۹۹۰) بازیگر اهل کره جنوبی است. وی از سال ۲۰۰۵ میلادی تاکنون مشغول فعالیت بوده‌است. از فیلم‌ها یا برنامه‌های تلویزیونی که وی در آن نقش داشته‌است می‌توان به عشق شاهزاده خانم، ملکه مرموز، بازگشت زوجین و اوه بانوی من اشاره کرد.